# オキナワハツカネズミ
オキナワハツカネズミ（Mus caroli）は、ネズミ目（齧歯目）・ネズミ科・ハツカネズミ属に分類されるネズミの一種。

## 分布
中国南部からマレー半島、スマトラ島、台湾、海南島、日本（沖縄本島）に分布する。
南西諸島では沖縄本島にのみ分布するため、外来種との説がある。しかし、遺伝的に他の地域のオキナワハツカネズミ個体群と大きな違いがあることから、少なくとも最近になって沖縄本島へ導入されたとは考えにくいとされる。

## 特徴
頭胴長61-81mm、尾長61-93mm、後足長14-19mm、体重8-17g。尾長は頭胴長よりやや長い。
田畑、荒地、草地に生息する。沖縄本島ではハツカネズミと同所的に暮らしている。沖縄における主要な天敵はハブや猛禽類、ジャワマングースなどである。